# 吳語白話文
吳語白話文（另稱吳白或蘇白）是一種以吳語口語為語法和詞彙基礎、以漢字為書寫文字的漢語書寫體系，為中文書面語之一。
吳語白話文興起於明代中期，當時江浙地區商業化興起，蘇州成爲江浙經濟中心。蘇州話爲代表的吳語，開始通行於江浙。經濟的發展促使文化繁盛，需要有一種統一的白話文作爲通行語。而在書寫方面，多數商賈沒有受到過系統的文言教育，因此蘇州話成爲了江浙地區的強勢方言和書面語，後人多用“蘇白”來代指吳語。
最早提到苏白的是明代文献《广志绎》。该文了记载当时南直隶的镇江、常州、苏州、松江4府和浙江省，這個地區方言之间有一定差异，采用苏白作为通行语在江浙地区不同县域交流。蘇白的代表音，一般來說是蘇州城北陸慕鎮的口音。和其他地區一樣，戲曲、曲藝的強調和讀音，傳播較爲廣，因此往往會成爲代表音。《吴县志》有相关记载“光裕之音出陆墓”。光裕社的評彈在江浙地區有較大影響力。而評彈發音有嚴謹的規則，又傳播較廣，因此逐步以光裕音爲代表。
太平天國運動之後，蘇州城市遭到破壞，上海因爲西方勢力得到保存，因此上海話影響力逐步提升，成爲江浙地區的強勢方言和書面語。但是介於蘇白仍然有一定影響力，故當時仍然以“蘇白”爲名，或者稱“上海蘇白”加以區分。之後，越劇的流行，又導致嵊州話在江浙地區流行，建國初期浙江省電臺曾經以嵊州話對全省進行廣播。
新文化運動興起之後，京白作爲國語，地位逐漸提高，蘇白影響力減弱。普通話推行之後，以京白爲基礎音的普通話取代了蘇白在江浙的通行語的地位。

## 代表文學作品

### 明末
馮夢龍蒐集的民歌集《山歌》

### 清初
豆棚閒話

### 清中期
彈詞腳本“沈氏四种”（《报恩缘》、《才人福》、《文星榜》、《伏虎韬》）

### 清末民初
《何典》、《海上花列傳》、《海天鴻雪記》、《九尾龜》、《九尾狐》、《吳歌甲集》、《吳歌乙集》

### 近代
朱瘦菊的《歇浦潮》、張恨水的《啼笑姻緣》、秦瘦鵑的《秋海棠》

### 當代
王小鷹的長篇小說《長街行》